# 2015 HM10
2015 HM10 est un astéroïde géocroiseur de la famille Apollon, également aréocroiseur. Il n'a pas encore été numéroté vu sa découverte très récente. Il est classé comme potentiellement dangereux.

## Désignation
Sa désignation est provisoire. Il est nommé H car il a été découvert entre le 16 et 30 avril et aussi M10 car c'est le 262e objet découvert pendant cette quinzaine.

## Orbite
Sa distance minimale d'intersection de l'orbite terrestre est de 0,001190 ua soit 178 000 km.

### Approches de la Terre
Le 7 juillet 2015, l'astéroïde est passé à 0,00295 UA (1,14 fois la distance Terre-Lune), soit 440 000 km, de la Terre. Le 24 juillet 2019, il repassera près de la Terre mais à une distance supérieure à 4 000 000 km.